# ミカエル・ジェラバル

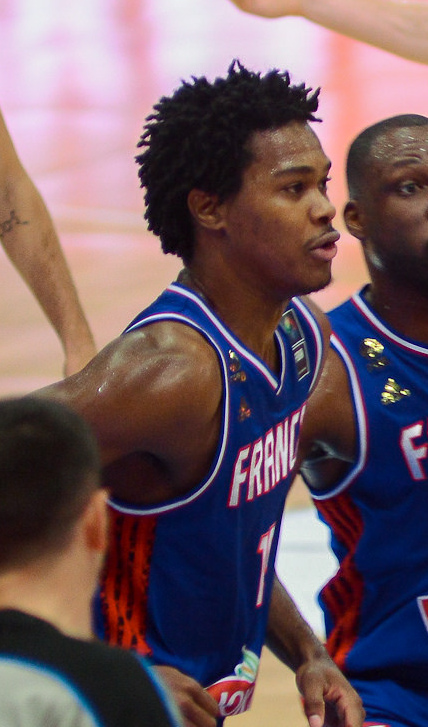
ミカエル・ジェラバル

ミカエル・ジェラバル(Michaël Gelabale, 1983年5月22日 - )は、フランスのプロバスケットボール選手。NBAの下部組織NBADLのロサンゼルス・ディーフェンダーズに所属している。フランスの海外県グアドループ出身。ポジションはスモールフォワード。身長201cm、体重98kg。

## 経歴
2001年、フランスリーグ1部「Pro A」の「Cholet Basket」でプロデビューを果たした。2004年にはスペインリーグ1部リーガACBのレアル・マドリード・バロンセストに移籍。2006年まで在籍した。
2005年のヨーロッパ選手権ではフランス代表としてプレイして銅メダルを獲得した。

### NBA
2005年のNBAドラフトでは、全体の48番目でシアトル・スーパーソニックスに指名された。しかし2005-06シーズンは前述の通りスペインでプレイした。2006年7月12日にソニックスと1年契約を結び、ヨハン・ペトロに次いでチーム2人目のフランス人選手となった。
2006年に日本で行われたバスケットボール世界選手権でもフランス代表としてプレイ、トニー・パーカーを怪我で欠いたが、ファイナルラウンドに進んでダーク・ノヴィツキー率いるドイツに終了間際逆転し1点差勝利するなどして5位になった。

## 備考
- トレードマークはドレッドヘア。
- シューティングガードも兼任できるスウィングマンである。